# Деваштіцький район
Ганчи́нський но́хія (тадж. Ноҳияи Ғончӣ) — адміністративна одиниця другого порядку в складі Согдійського вілояту Таджикистану. Центр — смт Ганчі, розташоване за 55 км від Худжанда.

## Географія
Нохія розташована в долині річки Янгіарик. На заході межує з Шахрістанською та Істарафшанською, на півдня — з Айнинською та Гірсько-Матчинською, на півночі — з Спітаменською нохіями Согдійського вілояту, на сході має кордон з Киргизстаном.

## Адміністративний поділ
Адміністративно нохія поділяється на 7 джамоатів:
| Ганчинська нохія (2002)   |           |                     |
| Джамоат                   | Населення | Центр               |
| Дальйон-Больський джамоат | 22533     | кишлак Дальйон-Боло |
| Газантарацький джамоат    | 18262     | кишлак Газантарак   |
| Калінінабадський джамоат  | 16017     | кишлак Калінінабад  |
| Муджумський джамоат       | 27011     | кишлак Муджум       |
| Овчинський джамоат        | 25773     | кишлак Овчи         |
| Росровутський джамоат     | 14732     | кишлак Росровут     |
| Яхтанський джамоат        | 12994     | кишлак Яхтан        |

## Історія
Нохія утворена 5 грудня 1929 року як Ганчинський район в складі Ленінабадської області Таджицької РСР. Після отримання Таджикистаном незалежності називається Ганчинською нохією.